# ヘンライコ郡 (バージニア州)
ヘンライコ郡（英: Henrico County、[hɛnˈraɪkoʊ]）は、アメリカ合衆国バージニア州の郡である。人口は33万4389人（2020年）。郡庁所在地は州都リッチモンドであるが、独立市のため同郡には含まれていない。リッチモンド・ピーターズバーグ地域に位置しており、都市圏としてはリッチモンド都市圏に属している。1611年、バージニア会社がヘンライカス・シティを設立したのが始まりであり、1634年には当初の8シャイアの1つとなった。国内でも最古クラスの郡である。
独立市であるリッチモンド市は、1871年の州憲法改定で州内の法人化都市を全て独立市とするまでは、ヘンライコ郡に属していた。郡領域はリッチモンド市とその西、北、東で接している。ヘンライコ郡の形はリッチモンド市の北側を丸く囲むようになっている。ジェームズ川とチカホミニー川の間にあり、リッチモンド都市圏の約3分の1が入っている。今日、33万人のヘンライコ郡民は632 km2の計画性のよい町に住み、美しい住宅街、大きな広がりの肥沃な農地、慎重に開発された事務所、小売店と多様な工業地域がある。
リッチモンド・インターナショナル・レースウェイがヘンライコ郡の中央、ハノーバー郡メカニクスビルに近く、リッチモンド市域のすぐ北にある。さらにリッチモンド国際空港がヘンライコ郡東部にある。

## 歴史
ヘンライコ郡は1634年にイギリスがバージニア植民地に設立した当初の8区分の1つだった。ヘンライコ郡は1611年に完全に設立され、その後何度も領域変更をしてきた。

### ヘンライカス
当初はヘンライコ地区として設立されたがその後直ぐに「郡」という言葉が使われた。郡名は1611年にトマス・デールが設立した町ヘンライカスに因んでいた。1622年のジェームズタウンの虐殺中に、オペチャンカノー酋長がポウハタン連邦を率い、その領土からイングランド人開拓者を追い出そうとして開拓地に攻撃を仕掛けた。戦士達がヘンライカスを破壊した。
チェサピーク湾の南口ヘンリー岬、ヘンライカス、ヘンライコシティ、さらに後のヘンライコ郡は全てイングランド王ジェームズ1世の長男で皇太子のヘンリー・フレデリックに因んで名付けられた。ヘンリー王子は将来有望だったが、18歳の時に腸チフスによって死亡し、イングランドの悲劇と言われた。
1618年11月18日、バージニア植民地の所有者であるロンドンのバージニア会社が、ロンドンを発ってバージニア総督を務めに向かうジョージ・イアードリー卿に、植民地に立派な政府を形成するよう指示を与えた。1619年、イアードリー知事は指示通りに4つの大きな法人を作ってこれをシティと呼び、植民地の開発が進んだ地域に及ぶものとした。その4つとはケコータン（後にエリザベスシティ）、ジェームズシティ、チャールズシティ、ヘンライコシティだった。
1634年、イングランド王が人口約5,000人になっていた植民地に、8つのシャイアすなわち郡に分けるよう命令した。その内の1つがヘンライコ郡だった（8つの内6つは現在も残っていると見なされている）。
ヘンライコ郡は当初ジェームズ川の南北両岸に広がっていた。ジェームズ川も国王ジェームズ1世に因み、1607年に名付けられていた。ヘンライコ郡に入っていた地域から10の郡がその全部あるいは部分が生まれ、また独立市のリッチモンド市、シャーロッツビル市、コロニアルハイツ市ができた。
ヘンライコ郡から生まれた郡としては、1728年のグーチランド郡、1744年のアルベマール郡、1749年のチェスターフィールド郡とカンバーランド郡、1761年のアマースト郡とバッキンガム郡、1777年のフルバナ郡とポウハタン郡、1807年のネルソン郡があった。1845年、アポマトックス郡の一部もヘンライコ郡だった領域から作られた。リッチモンド市は1742年にヘンライコ郡の町となり、1782年に市として法人化され、1842年に独立市となった。シャーロッツビルは1762年の憲章で設立され、1801年に町として法人化、1888年に市となった。コロニアルハイツは1910年設立、1926年に町として法人化、1948年に独立市となった。リッチモンド市から一連の併合を受けた地域があり、1922年にはチェスターフィールド郡からも郡の一部が併合され、ヘンライコ郡は現在ある領域になった。
20世紀後半に考古学者達がヘンライカスのあった場所を突きとめた。ジェームズ川の南岸、バライナの対岸であり、現在はチェスターフィールド郡に入っている。この遺跡周辺に郡はヘンライカス歴史公園を開発した。

### 郡庁所在地、ウィリアム・アンド・メアリー大学
当初の郡庁所在地はバライナにあった。ヘンリカスとはジェームズ川の対岸、バライナ農園プランテーションにあった。ジョン・ロルフとその妻ポカホンタスがそこに住み、息子のトマス・ロルフが生まれたと考えられてきた。現代でもバライナ農園では農業が行われており、州間高速道路295号線からは東に、バライナ・イーノンは市からは北に見ることができる。
バライナにあるヘンライコ・グリーブ邸宅は、ヘンライコ教区の牧師ジェイムズ・ブレア博士が、バージニア植民地で長く目標になっていた新しい学校の計画を作成したと考えられる場所である。ブレアは17世紀最後の四半世紀で、ヘンライカスからその計画を開始し、そこでカレッジがスタートした。植民地議会の要請でブレアは2年間イングランドに旅した後、政府がこのカレッジに認証を与えた。1693年にミドル・プランテーションに建設され、ウィリアム・アンド・メアリー大学と名付けられた。国内で2番目に古い大学である。
郡庁所在地は1752年までバライナにあったが、この年にリッチモンド市の新しいヘンライコ郡庁舎に移された。それから200年以上そこにある。リッチモンド市は独立市として分離したが、庁舎は市内にある。

### 南北戦争の戦闘

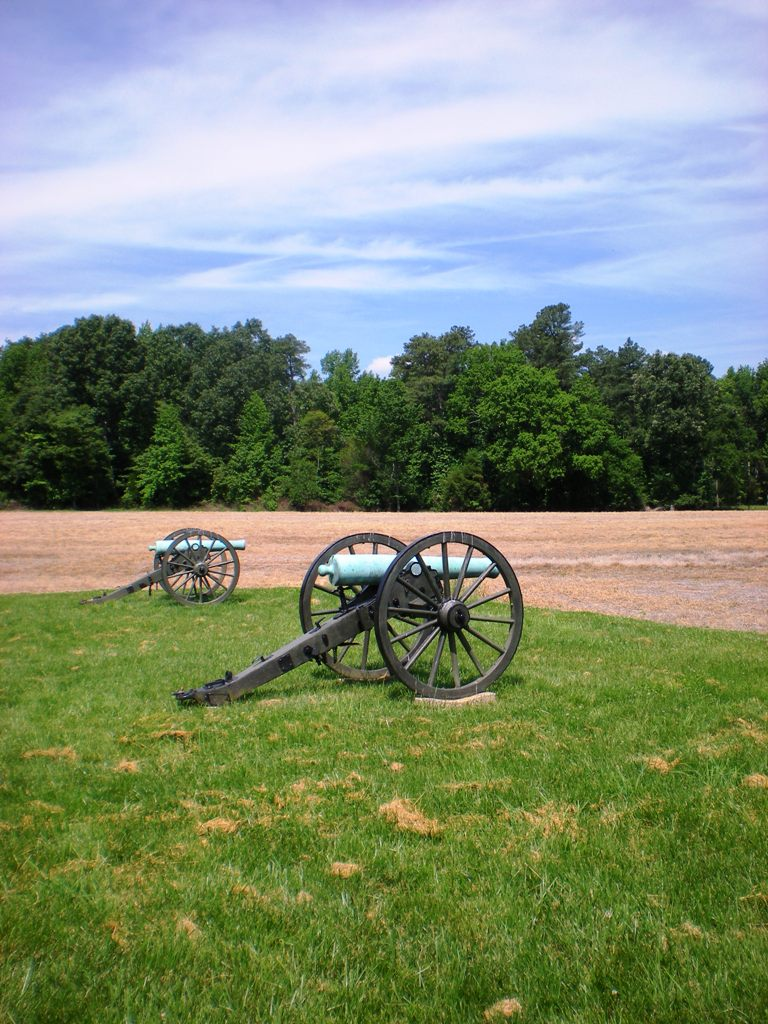
マルバーンヒルの戦い戦場跡にある大砲

南北戦争中の1862年、半島方面作戦中に下記の戦闘が郡内で起こった。
- セブンパインズの戦い,
- サベイジ駅の戦い,
- オークグローブの戦い,
- ガーネットとゴールディングの農場の戦い,
- ホワイトオークスワンプの戦い,
- グレンデイルの戦い
- マルバーンヒルの戦い.

ピーターズバーグ包囲戦に先立つ1864年のオーバーランド方面作戦でも重要な戦いが起こり、その後リッチモンド市が陥落した。南軍のJ・E・B・スチュアート将軍は、1864年5月12日にヘンライコ郡で起きたイェロータバンの戦いで致命傷を負った。

### 以前に法人化されていた町
1870年以前、リッチモンド町、後の市は郡内にあった。1870年の新憲法の下で、さらに1902年憲法で明確にされて、リッチモンドは独立市になった。しかし、郡庁所在地であり続けており、バージニア州では異常な状態ではない。
19世紀末と20世紀初め、幾つかの小さな法人化町が州議会の法で認証された。主にリッチモンド市に近いがその地域の外にあった。州務省が挙げている町は以下のものである。
- バートンハイツ町、1896年法人化、1914年にリッチモンド市に併合[4][5]
- フェアマウント町、1902年法人化、1914年にリッチモンド市に併合[4]
- ジンターパーク町、リッチモンド市に併合
- ハイランドパーク町、1914年にリッチモンド市に併合[4]
- ノースリッチモンド町、リッチモンド市に併合

## 地理
アメリカ合衆国国勢調査局に拠れば、郡域全面積は245平方マイル (634.5 km2)であり、このうち陸地238平方マイル (616.4 km2)、水域は7平方マイル (18.1 km2)で水域率は2.67%である。

### 交通
ヘンライコ郡はアーリントン郡と共に独自の道路を維持していることで、州内2つしかない郡の1つである。これは1927年にバージニア州交通省が設立される以前に郡の交通部を持っていたことによっている。州交通省は1932年に大半の郡の地方道を引き継いだが、ヘンライコ郡とアーリントン郡はそれまでの管理を続けることを認められた。道路体系を制御できることは、道路の需要に合わせ開発者に資金提供を要求できるので、都市計画立案者にとっては大きな利点と考えられている。
郡内にリッチモンド国際空港がある。アムトラックの旅客駅があり、またリッチモンド市と隣接するチェスターフィールド郡が共同所有するFTA資本公共事業会社、グレーター・リッチモンド交通社がバス便を運行している。

#### 主要高規格道路

##### 州間高速道路
- 州間高速道路64号線
- 州間高速道路95号線
- 州間高速道路195号線
- 州間高速道路295号線

##### アメリカ国道
- アメリカ国道1号線、ブルック道路
- アメリカ国道33号線、ステイプルズミル道路
- アメリカ国道60号線、ウィリアムズバーグ道路
- アメリカ国道301号線、チェンバレン道路
- アメリカ国道360号線、メカニクスビル・ターンパイク

##### バージニア州道
| - バージニア州道2号線、チェンバレン道路 - バージニア州道5号線、オールド・オズボーン・ターンパイク、ニューマーケット道路 - バージニア州道6号線、パターソン・アベニュー - バージニア州道33号線、ナインマイル道路、ウィリアムズバーグ道路 - バージニア州道73号線、パーラム道路（州間高速道路95号線とアメリカ国道1号線の間） - バージニア州道147号線、リバー道路、ユグノー道路 - バージニア州道150号線、チッペナム・パークウェイ | - バージニア州道156号線、ニューマーケット道路、ウィリス教会道路、チャールズシティ道路、エルコ道路、ウィリアムズバーグ道路、エアポート・ドライブ - バージニア州道157号線、スプリングフィールド道路、ペンバートン道路、キオカシン道路、カスキンズ道路 - バージニア州道161号線、レイクサイド・ドライブ、ヒラード道路 - バージニア州道197号線、ウェストウッド・アベニュー - バージニア州道271号線、パウンシー・トラクト道路 - バージニア州道356号線、ヒラード道路 - バージニア州道895号線、ポカホンタス・パークウェイ |

### 隣接する郡と独立市
- ハノーバー郡 - 北
- ニューケント郡 - 北東
- チャールズシティ郡 - 南東
- チェスターフィールド郡 - 南
- リッチモンド市 - 南西
- グーチランド郡 - 西

### 国立保護地域
- リッチモンド国立戦場跡公園（部分）

## 人口動態
以下は2000年国勢調査による人口統計データである。
| 基礎データ - 人口: 262,300人 - 世帯数: 108,121 世帯 - 家族数: 69,846 家族 - 人口密度: 425人/km2（1,102人/mi2） - 住居数: 112,570軒 - 住居密度: 183軒/km2（473軒/mi2） 人種別人口構成 - 白人: 68.91% - アフリカン・アメリカン: 24.71% - ネイティブ・アメリカン: 0.35% - アジア人: 3.06% - 太平洋諸島系: 0.03% - その他の人種: 0.98% - 混血: 1.42% - ヒスパニック・ラテン系: 2.3% 先祖による構成 - アフリカ系：25% - イギリス系：14% - ドイツ系：11% - アイルランド系：10% - イタリア系：4% 年齢別人口構成 - 18歳未満: 24.7% - 18-24歳: 7.8% - 25-44歳: 32.9% - 45-64歳: 22.2% - 65歳以上: 12.4% - 年齢の中央値: 36歳 - 性比（女性100人あたり男性の人口） - 総人口: 88.2 - 18歳以上: 83.6 | 世帯と家族（対世帯数） - 18歳未満の子供がいる: 31.9% - 結婚・同居している夫婦: 48.3% - 未婚・離婚・死別女性が世帯主: 13.1% - 非家族世帯: 35.4% - 単身世帯: 28.9% - 65歳以上の老人1人暮らし: 8.5% - 平均構成人数 - 世帯: 2.39人 - 家族: 2.97人 収入と家計 - 収入の中央値 - 世帯: 49,185米ドル - 家族: 59,298米ドル - 性別 - 男性: 40,203米ドル - 女性: 29,795米ドル - 人口1人あたり収入: 26,410米ドル - 貧困線以下 - 対人口: 6.2% - 対家族数: 4.5% - 18歳未満: 8.1% - 65歳以上: 4.5% |

2012年3月時点の生活費指数は86.5であり、全国平均（100）より低かった。

## 郡政府
ヘンライコ郡は指名によって選ばれる郡マネジャーが運営しており、マネジャーは郡政委員会に対する責任がある。郡政委員会は定員5人であり、5つの小選挙区からそれぞれ1人が選ばれている。
1992年と1993年、雑誌「シティ・アンド・ステート」がヘンライコ郡を、国内で財政的に管理されている郡の第2位に挙げた。

### 警察組織
ヘンライコ郡で最初に「オフィサー」と呼ばれたのは、1871年12月14日に特殊警察官を指名したときだった。その後は1908年になって郡政委員会が騎馬警官に使うことを推薦した。1915年、T・ウィルソン・ショーイが初代警察署長に指名され、今日の警察署が始まった。郡が1934年に郡マネジャー方式に転換したとき、8人の警官が居た。1938年、郡政委員会は警察部を郡マネジャーの直下に置き、保安官事務所との政治的な結びつきを排除した。その後の70年間で警察部は着実に成長し、改善を続けた。
現在は584人の定員が認められている警察署長が郡内の法執行官の長である。警察署長は郡マネジャーに指名される。選挙で得粗ばれる保安官の主要任務は監獄の運営、裁判所の安全保障、民事手続きである。
ヘンライコ郡警察署は、法執行機関認定委員会とバージニア州法執行専門基準委員会の認証を受けている。

## 町

### 国勢調査指定地域
| - チェンバレン - ダンバートン - イーストハイランドパーク - グレンアレン - ハイランドスプリングス | - インスブルック - レイクサイド - ローレル - モントローズ - サンドストン | - ショートパンプ - タッカホー - ウィンダム |

### 未編入の町
- フェアオークス
- バライナ

郡内に法人化された町はなく、また新しく自治体を作ることもできない。ヘンライコは人口密度が1,000人/平方マイル (386人/km2) を越えており、州法で新しい町や市の創設が禁じられている。このような郡は他にフェアファックス郡とアーリントン郡がある。
国勢調査指定地域の多くは郵便用宛名に最も近い主要都市であるリッチモンドを使っていた。しかし、2008年、郡民はその税金の大半を払っている地方名を使う権利を勝ち取った。2008年10月1日時点で、郡内大半の郵便宛名はヘンライコに変更された。これで郡は少なくとも年間500万米ドルを回収できると言っている。さらに州内の多くの地方が大都市名ではなく、住んでいる場所の郵便宛名を使うことを認められるよう動き始めた。

## 経済
アルトリア・グループ（元フィリップモリス）がその本社を郡内の未編入領域に置いている。2003年、フィリップモリスが、その本社をニューヨーク市からバージニア州に移すと発表した。元の本社では約750人の雇用を守る計画であるとも告げた。広報担当のブレンダン・マコーミックはこの移転で年間6,000万ドルが節約できると考えていると語った。
郡内にある他の会社としては、ブリンクスやジェンワース・フィナンシャルがある、非営利団体としてはチャイルドファンドがある。
ヘンライコ郡郡債は国内3つの格付け機関からAAAの格付けを得ており、全国的にその健全な財務を評価されている。
郡民はヘンライコ地域精神医療開発サービスを受けており、これは国内でも最良の公的支援精神医療回復機関である。サービス料は患者の経済状態に合わせており、窮乏していて治療を受けられないような者でもサービスを受けることができる。サービス料を払えないからと言ってサービスを拒否されることはない。

## 主要雇用主
ヘンライコ郡の2011年包括的財務報告書に拠れば、郡内の主要雇用主は次の通りである。
| 順位 | 雇用主                                     | 従業員数    | 所在地         |
| ---- | ------------------------------------------ | ----------- | -------------- |
| 1    | ヘンライコ郡公共教育学区                   | 5,000-9,999 |                |
| 2    | ヘンライコ郡                               | 1,000-4,999 |                |
| 3    | キャピタルワン                             | 1,000-4,999 | インスブルック |
| 4    | ボンセコール・リッチモンド・ヘルスシステム | 1,000-4,999 |                |
| 5    | アンセム                                   | 1,000-4,999 |                |
| 6    | ヘンライコ・ドクターズ病院                 | 1,000-4,999 |                |
| 7    | アドミラル・セキュリティ・サービシーズ     | 1,000-4,999 |                |
| 8    | バンク・オブ・アメリカ                     | 1,000-4,999 |                |
| 9    | ウェルズ・ファーゴ                         | 1,000-4,999 |                |
| 10   | アメリカ合衆国郵便公社                     | 1,000-4,999 | サンドストン   |
| 11   | ウォルマート                               | 1,000-4,999 |                |
| 12   | マーティンズ・フード・マーケット           | 1,000-4,999 |                |
| 13   | ジェンワース・フィナンシャル               | 1,000-4,999 |                |
| 14   | アルトリア                                 | 1,000-4,999 |                |
| 15   | クローガー                                 | 1,000-4,999 |                |
| 16   | ドミニオン・リソーシーズ                   | 500-999     |                |
| 17   | アライアンズ・グローバル・アシスタンス     | 500-999     |                |
| 18   | マーケル                                   | 500-999     | グレンアレン   |
| 19   | さんとラスト・バンクス                     | 500-999     |                |
| 20   | ベライゾン・バージニア                     | 500-999     |                |

## 教育
ヘンライコ郡公共教育学区には小学校45校、中学校13校、高校2校、職業訓練校2校がある。2001年、学区はAppleのiBookを各高校生に配布し始めた。2003年にはこれを中学生にも始めた。2005年、ヘンライコ郡教育委員会がiBookの代わりにデルのDell Inspironを高校生に配布することに決めた。2006年、教育委員会は中学生にはアップルのiBookを使い続けることを決めた。1,580万米ドルで13,000台近いパソコンを購入した。2010年、教育委員会は新しくホルマン中学校とグレンアレン高校を開校した